# Matildita
La matildita és un mineral de la classe dels sulfurs (sulfosals). Fou anomenada així per la localitat tipus, la mina Matilda, prop de Morococha (Perú). És un dimorf de la schapbachita.
Correspon a la forma de baixa temperatura (forma beta) del AgBiS₂ sintètic; la forma d'alta temperatura (forma alfa) és estable només per sobre dels 195 °C. La solució sòlida entre la matildita i la galena és completa per sobre dels 215 °C; per sota d'aquesta temperatura es forma la característica estructura Widmanstätten generada per exolució.

## Característiques
La matildita és un sulfur de fórmula química AgBiS₂. Cristal·litza en el sistema hexagonal. La seva duresa a l'escala de Mohs és 2,5.
Segons la classificació de Nickel-Strunz, la matildita pertany a «02.JA: Sulfosals de l'arquetip PbS, derivats de la galena amb poc o gens de Pb» juntament amb els següents minerals: benjaminita, borodaevita, cupropavonita, kitaibelita, livingstonita, makovickyita, mummeïta, pavonita, grumiplucita, cupromakovickyita, kudriavita, cupromakopavonita, dantopaïta, cuprobismutita, hodrušita, padĕraïta, pizgrischita, kupčikita, schapbachita, cuboargirita, bohdanowiczita, mozgovaïta i volynskita.

## Formació i jaciments
Es pot formar en dipòsits hidrotermals de mitja a alta temperatura, així com en pegmatites. També en dipòsits associats a pòrfirs estannífers com a mineral accessori. S'ha trobat associada a galena, pavonita, aikinita, bismutinita, hessita, tetradimita, pirita, calcopirita, esfalerita, arsenopirita, tetraedrita.